# Позитронна людина (роман)
Позитронна людина — (англ. The Positronic Man) роман 1992 року американських письменників Айзека Азімова і Роберта Сілверберга, заснований на повісті Азімова 1976 року «Двохсотлітня людина». Йдеться про робота, який починає проявляти такі характеристики, як творчість, традиційно прерогативу людей; врешті-решт робота офіційно оголошено людиною. Фільм 1999 року «Двохсотлітня людина» з Робіном Вільямсом у головній ролі засновано як на оригінальній історії, так і на романі.

## Сюжет
У XXI столітті створення позитронного мозку призвело до появи роботів-робітників і зробило революцію в житті на Землі. Однак для сім'ї Мартін їхній домашній робот NDR-113 — більше, ніж механічний слуга. «Ендрю» став вірним другом, довіреною особою і членом сім'ї Мартін.
Історія розповідається з точки зору Ендрю (пізніше відомого як Ендрю Мартін), робота серії NDR, що належить сім'ї Мартін, що є відходом від звичної практики U.S. Robots and Mechanical Men надання роботів в оренду.
Перші враження Ендрю від сім'ї Мартін рясніють незручними моментами, які демонструють відсутність у нього соціалізації. Однак він значно краще справляється з неживими предметами і тваринами і починає проявляти такі характерні для людини характеристики сприйняття як творчість, емоції, самосвідомість, традиційно властиві людям. Бо завдяки якомусь невідомому виробничому збою Ендрю набув здатності до любові і прагнення до самосвідомості і розвитку, які є майже людськими. Тим самим він звільняється від обов'язків у домашньому господарстві, для яких призначався спочатку, і залишається займатися своєю творчістю, заробляючи статки на продажу своїх творінь, ділячи прибуток між собою і сім'єю. У нього з'являється рахунок у банку, він сам себе забезпечує, але цього мало… Ендрю хоче бути вільним. Мрія Ендрю — стати повноцінною людиною.
Зіткнувшись із людськими забобонами, законами робототехніки і власними механічними обмеженнями, Ендрю використовує науку і закон у своїх пошуках неможливого, прийшовши, нарешті, до жахливого вибору: щоб утілити свою мрію в реальність, він має заплатити вищу ціну.
Ендрю прагне правового захисту, що випливає з його початкових творчих досягнень, і врешті-решт, повного визнання людиною, поступово замінюючи роботизовані компоненти синтетичними органами, і посилаючись на цей процес як на перетворення з робота на людину. Наступні покоління сім'ї Мартін допомагають йому в його пошуках людяності, але кожне з них обмежене тим, наскільки вони готові визнати людяність Ендрю.
У «Позитронній людині» тенденції вигаданої Азімовим робототехніки із серії про роботів (див., наприклад, книжку «Я, робот») детально описано як другорядні події із зазначенням того, що на них вплинула історія Ендрю. Роботи лінії Ендрю більше не розробляються. Існує також рух до централізованої обробки даних, включно із централізованим управлінням роботами, що дозволить уникнути появи таких саморефлексивних роботів, як Ендрю.
Тільки коли Ендрю дозволяє своєму позитронному мозку «загасати», тим самим свідомо відмовляючись від безсмертя, його оголошують людиною. У день його двохсотого дня народження підписано унікальний закон про Ендрю, який оголосив його Двохсотрічною людиною. Ендрю зустрічає новину на смертному одрі, думаючи до кінця про Маленьку міс. Ця подія, приурочена до двохсотріччя створення робота, дала назву повісті й фільму.

## Персонажі
- Ендрю Мартін — позитронний робот.
- Джеральд Мартін — глава сім'ї Мартін і для Ендрю сер.
- Аманда Мартін — Маленька міс, молодша дочка Джеральда Мартіна.
- Мелісса Мартін — міс, старша дочка Джеральда Мартіна
- Люсі Мартін — дружина Джеральда Мартіна, для Ендрю місіс
- Джордж — син маленької міс Аманди
- Пол — син Джорджа, онук Маленької міс

## Всесвіт Фундації
Ця історія розгортається у Всесвіті Фундації Азімова, який також включає його ранніші оповідання про позитронних роботів Сьюзен Келвін. Вона відбулася за кілька століть до подій його оповідання «Мати Земля» і роману «Сталеві печери», в період, коли світи космітів ще не повернулися проти людей Землі і коли все ще активна корпорація US Robots.